# Parafia Świętej Rodziny w Legnicy
Parafia Świętej Rodziny w Legnicy – rzymskokatolicka parafia znajdująca się w dekanacie Legnica Zachód diecezji legnickiej. Jej proboszczem jest ks. Bronisław Kryłowski. Obsługiwana przez księży diecezjalnych. Erygowana 19 marca 1994. Mieści się przy ulicy Słubickiej.

## Zasięg parafii
Ulice: Głogowska (nr parzyste 30-90; nieparzyste 41-89), Rybacka, Bagienna, Okólna, Chocianowska, Słubicka, Radwanicka, Bydgoska, Szczecińska, Masarska nr 23, Piątnicka, Szczytnicka, Dobrzejowska, Poznańska, Struga, Magnoliowa, Kasztanowa, Bukowa, Cisowa, Lipowa, Akacjowa, Grabowa, Jarzębinowa, Modrzewiowa, Wiatrakowa, Jesionowa, Cyprysowa, Brzozowa, Toruńska.